# 日高裕次郎
日高 裕次郎（ひだか ゆうじろう、1986年11月21日 - ）は、日本の元男子バレーボール選手、ビーチバレー選手。妻は元全日本女子バレー選手の木村沙織。

## 来歴
鹿児島県霧島市出身。中学時代アクエリアスカップで、オリンピック有望選手を獲得。鹿児島商業高等学校では1年からスタメンでプレーし、第35回春高バレーでは九州を代表するエースとして盛重龍2世の呼び声も高かった。
日本体育大学では3年生の時に2007年全日本インカレで日体大15年ぶりの優勝に貢献。4年生の時に全日本インカレ2連覇を達成した。また2008年には第6回東アジア地区バレーボール選手権大会、第20回アジア太平洋カップ福岡国際男子バレーボール大会の代表メンバーにも選出され、国際大会出場も経験した。
2008年12月、NECブルーロケッツの内定選手となり、2009年1月10日のサントリー戦で初ベンチ入り、先発初出場で勝利に貢献。大学卒業後にNECに入団したが、同年5月のチームの無期限休部に伴い、インドアからビーチバレーに転向した。
NEC社業を行いながらフリーとして青木晋平とペアを組んでツアーに参戦し、同年7月4日に行われたJBVサテライト神津島大会のデビュー戦を2連勝で飾り、5日の3位決定戦で高尾和行・久末正和組に勝利した。
2012年7月4日に川崎市川崎マリンビーチコートでロンドン五輪日本代表決定戦が行われ、朝日健太郎・白鳥勝浩組と対戦。日高・青木晋平組は0対2で敗退し、オリンピック出場権は得られなかった。
2014年にパナソニックパンサーズに入団し、1年間プレーした。
2015年パナソニックの社員として働いている。
2016年12月31日にバレーボール女子日本代表で主将を務めた木村沙織と結婚したことを発表した。
2019年10月に妻と共に大阪市西区にカフェ「32（サニー）」を営業開始。
2023年1月1日に、カフェ「sunny_thirty_two_club」を年内いっぱいで閉店することをInstagramで報告。

## 所属チーム
- 鹿児島商業高等学校
- 日本体育大学
- NECブルーロケッツ（2009年）
- パナソニックパンサーズ（2014年）